# Bernard Kälin

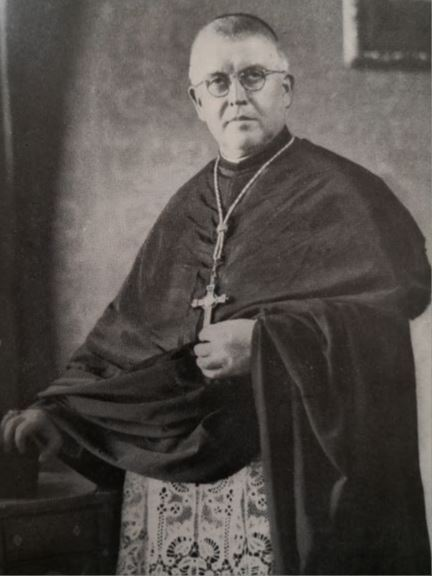
Abtprimas Bernard Kälin OSB in Cappa magna (um 1950)

Bernard Kälin OSB (* 21. März 1887 in Einsiedeln als Josef Martin Kälin; † 20. Oktober 1962 in Muri) war ein Schweizer Benediktinermönch. Von 1945 bis 1947 war er Abt der Abtei Muri-Gries in Bozen (Südtirol), danach bis 1959 Abtprimas der Benediktinischen Konföderation.

## Biografie

Das Buch Logik und Metaphysik

Seine Eltern waren der Holzhändler und Bezirksamtmann Josef Martin Kälin und Anna Verena Schön. Als Zwölfjähriger begann Kälin das Gymnasium des Klosters Einsiedeln und beendete es 1907 mit der Matura. Im darauf folgenden Jahr trat Kälin in die Abtei Muri-Gries bei Bozen ein. Er legte 1909 die Profess ab und empfing 1912 die Priesterweihe. Anschliessend studierte er Philosophie und Geschichte an der Universität Freiburg im Üechtland, wo er 1918 zum Doktor der Philosophie promovierte.
1913, also noch während des Studiums, begann Kälin am Kollegium Sarnen Philosophie zu unterrichten. Diese Tätigkeit übte er bis 1945 aus. Von 1929 bis 1943 leitete er das Kollegium als Rektor. Danach war er Präsident der Schweizerischen Gymnasialrektorenkonferenz. Während dieser Zeit verfasste er mehrere Lehrbücher für den Philosophieunterricht an katholischen Gymnasien. Die Lehrtätigkeit gab er auf, als er am 10. August 1945 zum Abt von Muri und Prior in Gries gewählt wurde.
In dieser Position blieb er aber nur etwas mehr als zwei Jahre, denn am 16. September 1947 folgte durch den Äbtekongress die Wahl zum Abtprimas des Benediktinischen Konföderation. Als solcher war er von Amtes wegen auch Abt der Primatialabtei Sant’Anselmo in Rom. Dort gründete er das Institutum Monasticum zur Erforschung des Mönchswesens. 1956 wurde er zum Ehrenmitglied der Päpstlichen Akademie für Theologie ernannt. 1959 verzichtete Kälin auf eine Wiederwahl und kehrte nach Sarnen zurück. 1960 erhielt er von der Bürgergemeinde Sarnen und der Landsgemeinde des Kantons Obwalden das Ehrenbürgerrecht. Kälin starb 1962 im Benediktinerhospiz in Muri und wurde in Sarnen beigesetzt.

## Werke
- Die Erkenntnislehre des hl. Augustin. Sarnen: L. Ehrli, 1920 (Dissertation zum Doktortitel).
- Zur Philosophie der Benediktinerregel. Sarnen: L. Ehrli, 1929.
- Hundert Jahre Kollegium Sarnen 1841–1941. Eine historisch-statistische Skizze. Sarnen 1941.
- Lehrbuch der Philosophie. Sarnen [u. a.]: Selbstverlag Benediktinerkollegium [u. a.], 1950.
- Lehrbuch der Philosophie. Band I: Logik, Ontologie, Kosmologie, Psychologie, Kriteriologie und Theodizee. Sarnen 1957.
- Lehrbuch der Philosophie. Band II: Einführung in die Ethik. Sarnen 1957.